# Altes Stadtgefängnis von Stirling

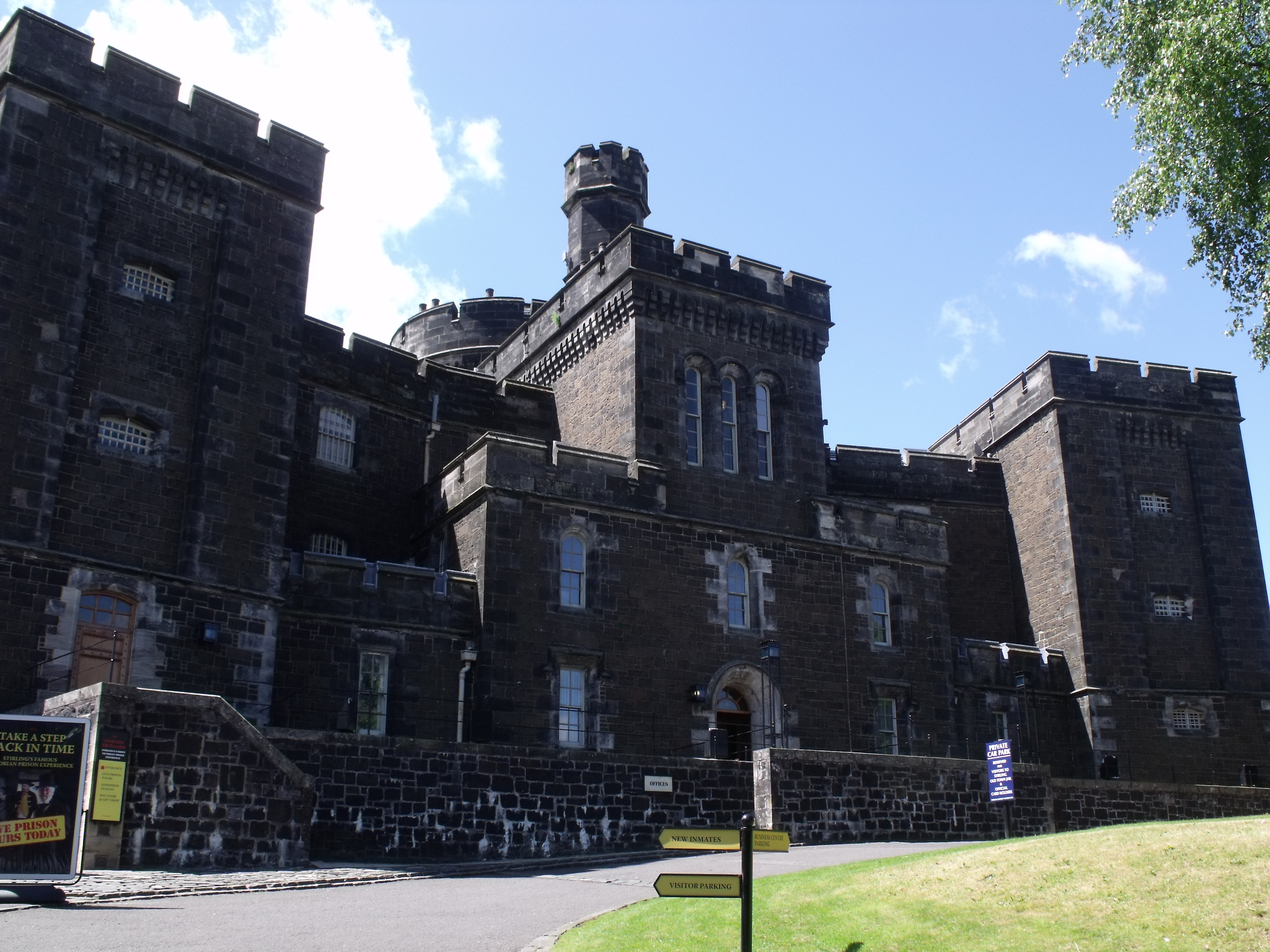
Altes Stadtgefängnis von Stirling

Das Alte Stadtgefängnis von Stirling ist ein ehemaliges Gefängnis und heutiges Museum in der schottischen Stadt Stirling in der gleichnamigen Council Area. 1965 wurde das Bauwerk in die schottischen Denkmallisten in der höchsten Denkmalkategorie A aufgenommen.

## Geschichte
Vor dem Bau dieses Gefängnisses war das Stadtgefängnis von Stirling in der Stirling Tolbooth untergebracht. Frederick Hill, als Gefängnisinspektor Schottlands, bezeichnete es 1842 als das schlimmste Gefängnis des Landes. Daraufhin begann der Gefängnisausschuss der Grafschaft mit der Planung eines neuen Gefängnisbaus. Es sollte der Philosophie William Brebners folgen, welche die ständige Separierung der Gefangenen vorsah, um schlechte Einflüsse zu vermeiden und die Reuebildung zu fördern. Gefangene konnten auf freiwilliger Basis harte Arbeit verrichten, für die sie auch entlohnt wurden. Das Gefängnis wurde im Jahre 1847 nach einem Entwurf des Architekten Thomas Brown errichtet.
Das War Office übernahm die Einrichtung im Jahre 1888 und nutzte sie als Militärgefängnis der schottischen Truppen. Im Jahre 1935 wurde das Gefängnis schließlich geschlossen. Zu Zeiten des Zweiten Weltkriegs diente es kurzzeitig als Hauptquartier der Zivilverteidigung Stirlings. Im Laufe der 1950er Jahre nutzte die Caledonian Confectionary Company es als Lagerraum. In den 1990er Jahren wurden verschiedene Gebäudeteile restauriert und an Unternehmen vermietet. Nach weiterer Restauration wurde 1996 eine Gefängnismuseum eröffnet. Zunächst 2012 geschlossen, wurde es 2015 wiedereröffnet.